# Districtul Cleveland, comitatul Whitley, Indiana
Pentru alte districte (civile sau de alt tip) cu același nume, vedeți Districtul Cleveland (dezambiguizare).
Pentru alte utilizări ale celor două nume proprii, vedeți Cleveland (dezambiguizare) și Whitley (dezambiguizare).
Districtul Cleveland, conform originalului din engleză Cleveland Township, este unul din cele 9 districte civile din comitatul Whitley, respectiv unul din cele 1.008 districte civile ale statului Indiana, Statele Unite ale Americii. Conform datelor culese de recensământul Uniunii din anul 2010, populația sa fusese de 3.398 de locuitori.

## Geografie
Cleveland Township acoperă o suprafață de 127,088 km2 (sau 49.09 sqmi). Râul Eel curge prin district înspre vest. Pârâurile Clear Creek, Spring Creek, Sugar Creek și Sycamore Creek curg de asemenea prin district. Lacul cunoscut sub numele de T Lake se află în limitele districtului.

### Orașe - Cities și towns
- South Whitley

### Localități neîncorporate
- Collamer

### Districte adiacente - Adjacent townships
- Districtul Richland, comitatul Whitley (nord)
- Districtul Columbia, comitatul Whitley (nord-est)
- Districtul Washington, comitatul Whitley (est)
- Districtul Clear Creek, comitatul Huntington (sud-est)
- Districtul Warren, comitatul Huntington (sud)
- Districtul Chester, comitatul Wabash (sud-vest)
- Districtul Jackson, comitatul Wabash  (vest)
- Districtul Monroe, comitatul Kosciusko (nord-vest)

### Cimitire
Districtul are doar un cimitir, Cleveland Cemetery.

### Drumuri importante
- Indiana State Road 5
- Indiana State Road 14
- Indiana State Road 105
- Indiana State Road 205

### Aeroporturi și piste de aterizare
- Mishler Landing Strip